# Dotâr
Le dotâr, dutâr, dutar, doutâr ou dotara (« deux cordes » en persan) est un luth traditionnel à long manche, découvert notamment en Asie centrale et en Iran. 
Son origine est probablement le tambur du Khorassan décrit par Al-Farabi (Xe siècle) dans son essai Kitab Al Musiqi Al Kabir (en) (Livre de la grande musique). Longtemps réservé aux nomades et bardes bakhshis, il est devenu, au XIXe siècle, un instrument de musique acceptable dans les  musiques savantes de l'Ouzbékistan, du Tadjikistan, du Turkménistan et des Ouïghours.
Il existe aussi des instruments au nom similaire mais très différents. En Inde et au Bangladesh, leur nom est plus proche du rabâb ou du sarod. En Afghanistan, il est plus proche du sitar indien.
Les savoir-faire traditionnels liés à la fabrication et à la pratique du dotâr sont inscrits sur la liste représentative du patrimoine culturel immatériel de l'humanité en décembre 2019.

## Lutherie
Il existe deux variétés de dotâr .

### Caisse de résonance
Une est munie d'une petite caisse de résonance assez anguleuse, taillée dans un bloc de murier massif ;
Une autre, dont la caisse de résonance bombée et arrondie, en lamellé-collé de hêtre, noyer ou mûrier, est assez proche du setâr iranien et du saz turc.

### Manche
Un manche très long et fin, en poirier, noyer ou abricotier prolonge la caisse de résonance. Il est souvent décoré avec de la marqueterie ou des appliques d'os. 

### Table d'harmonie
La table d'harmonie est légère, en hêtre ou murier, percée de très petites ouïes à peine visibles. 

### Cordes
Les 2 cordes sont en métal, en soie ou en nylon. L'une est aiguë et l'autre grave (à l'octave ou la quinte). Elles reposent sur un tout petit chevalet. Elles sont accordées au moyen de petites chevilles au bout du manche.  

### Frette
Il possède une quinzaine de frettes en boyaux, non amovibles. Elles sont placées selon une échelle chromatique. 

## Jeu

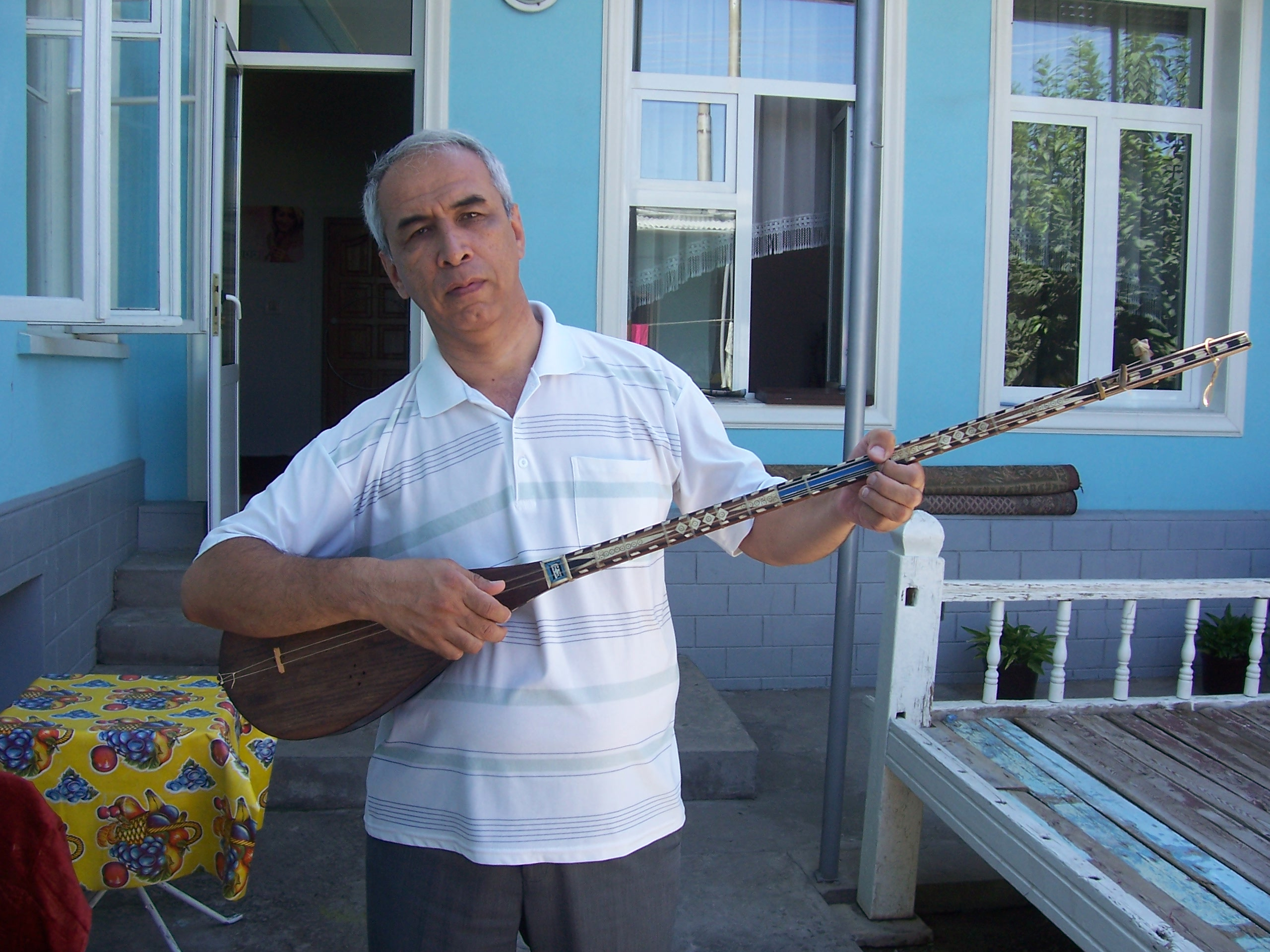
Joueur de dotâr ouzbek.

Le musicien tient l'instrument contre lui et utilise rarement un plectre (mezrap), préférant jouer avec ses doigts. La technique est très complexe et rappelle celle de la guitare flamenca dont elle est peut-être une source. 
En effet, le joueur parvient à jouer une succession très rapide de notes, non seulement par un mouvement de la main ou d'un doigt, mais en effectuant aussi des moulinets ascendants et descendants des doigts de la main droite, les pulpes, bien à plat en éventail, sur les cordes, tout en y appliquant des effets rythmiques. 
Parfois il utilise le dos des ongles, ainsi que le pouce de la main gauche, changeant ainsi la tonalité du bourdon. 
Le long du manche, les quatre doigts de la main gauche sont très agiles sur les deux cordes.
Compte tenu du petit volume de la caisse et de la proximité des deux cordes, cet instrument n'a guère d'emphase sonore. Il faut donc sans cesse relancer le son au moyen d'une caresse en moulinet, sinon il s'éteint rapidement.
Il peut être joué seul ou en ensemble ou encore accompagné de percussions (daf ou doyre), mais le plus souvent, il accompagne le chant. Les femmes en jouent tout autant que les hommes.
Alors que le répertoire est essentiellement folklorique, il peut aussi toucher les musiques savantes, celles du maqôm ouïghour notamment.
Les artistes les plus représentatifs sont :
- Abdulaziz Hashimov (Turkestan chinois ou Xinjiang).
- Turgun Alimatov et Abdurahim Hamidov (Ouzbékistan)
- Ghorban Soleimani, Roshan Golafruz et Hamid Khezri (Iran)

## Homonymes

### Ledutârherati
Ce luth se rencontre dans la région d'Herat, en Afghanistan et est très proche du tambur afghan, qui est plus épais et plus grand. C'est un instrument apparu récemment : il a été mis au point vers 1965 par un musicien de la radio d'État originaire d'Hérat, Mohammad Karim Herawi, afin d'adapter le dutar au répertoire musical afghan.

#### Lutherie
Long de 130 cm et taillé dans un bloc de bois de murier (avec une très fine épaisseur de 2 mm), il est un peu plus petit que ses cousins, et en outre décoré à l'aide de pièces de marqueterie et d'appliques en os. 
Le long manche est parfois taillé dans une autre pièce et collé, puis percé afin d'accueillir jusqu'à 14 chevilles à friction, en outre d'ornements en marqueterie. Il a de nombreuses frettes en nylon noué offrant un jeu chromatique.
La table d'harmonie en murier est percée de très fines ouïes, et est soutenue par un barrage en croix. 
Il est monté d'une corde de jeu, de trois cordes de bourdons et de dix cordes sympathiques, toutes en métal. Elles passent sur un chevalet en os taillé afin de permettre un jeu rythmique en surhaussant certaines cordes.

#### Jeu
On en joue avec un mezrab ou onglet en métal, posé sur l'index droit, la musique folklorique mais aussi la musique hindoustanie. Il accompagne souvent le rabâb ou le chant.

### Ledotarabengali

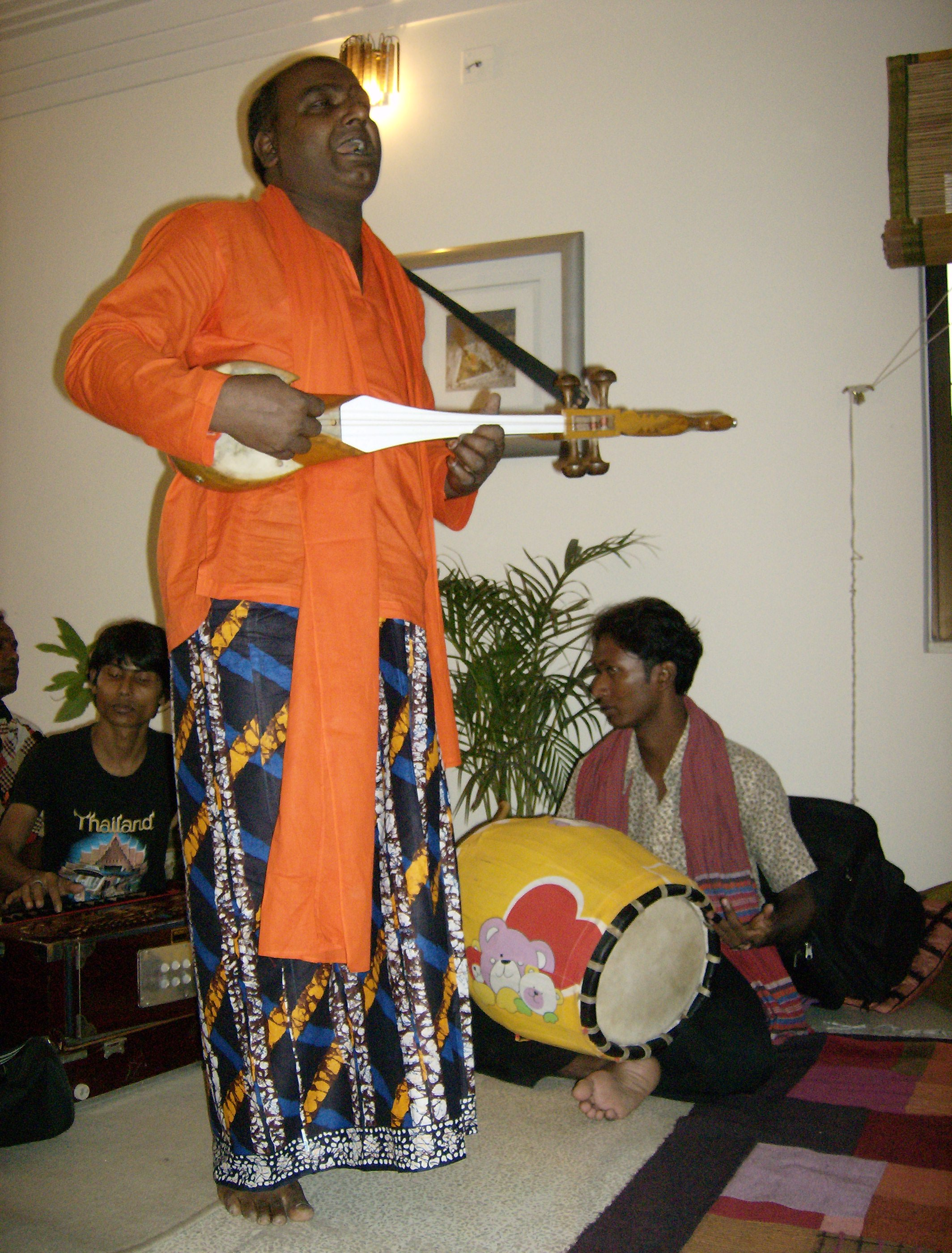
Dotara bengali

Il s'agit aussi d'un luth, rencontré au Bengale, mais de toute autre nature car il ressemble plus à un petit sarod.

#### Lutherie
Son corps long de 80 cm, comprenant une caisse de résonance, un manche et un chevillier, est entièrement taillé dans une pièce de bois monoxyle. La table d'harmonie est en peau de chèvre collée, alors que le manche est recouvert d'une touche en métal non frettée. Le chevillier se termine par une sculpture de tête d'oiseau (paon ou cygne).
Il est monté de cinq cordes en métal, sur des chevilles à l'ancienne (friction) placées de part et d'autre du chevillier ouvert. Elles sont attachées par des clous à l'arrière de la caisse de résonance, passant sur toute la longueur de la peau, où un petit chevalet en bois les soutient. 
Il y a parfois des cordes de bourdons supplémentaires voire des cordes sympathiques. L'accord est : Sol - Do# - sol - sol - do.

#### Jeu
On en joue avec un petit plectre en noix de coco (le java) attaché à la caisse de résonance par une cordelette. 
Le dotara est muni aussi d'une bandoulière pour pouvoir en jouer debout. La communauté Baul et les musiciens folkloriques des régions montagneuses du nord de l'Inde accompagnent ainsi leurs danses.